# 金城学院中学校・高等学校

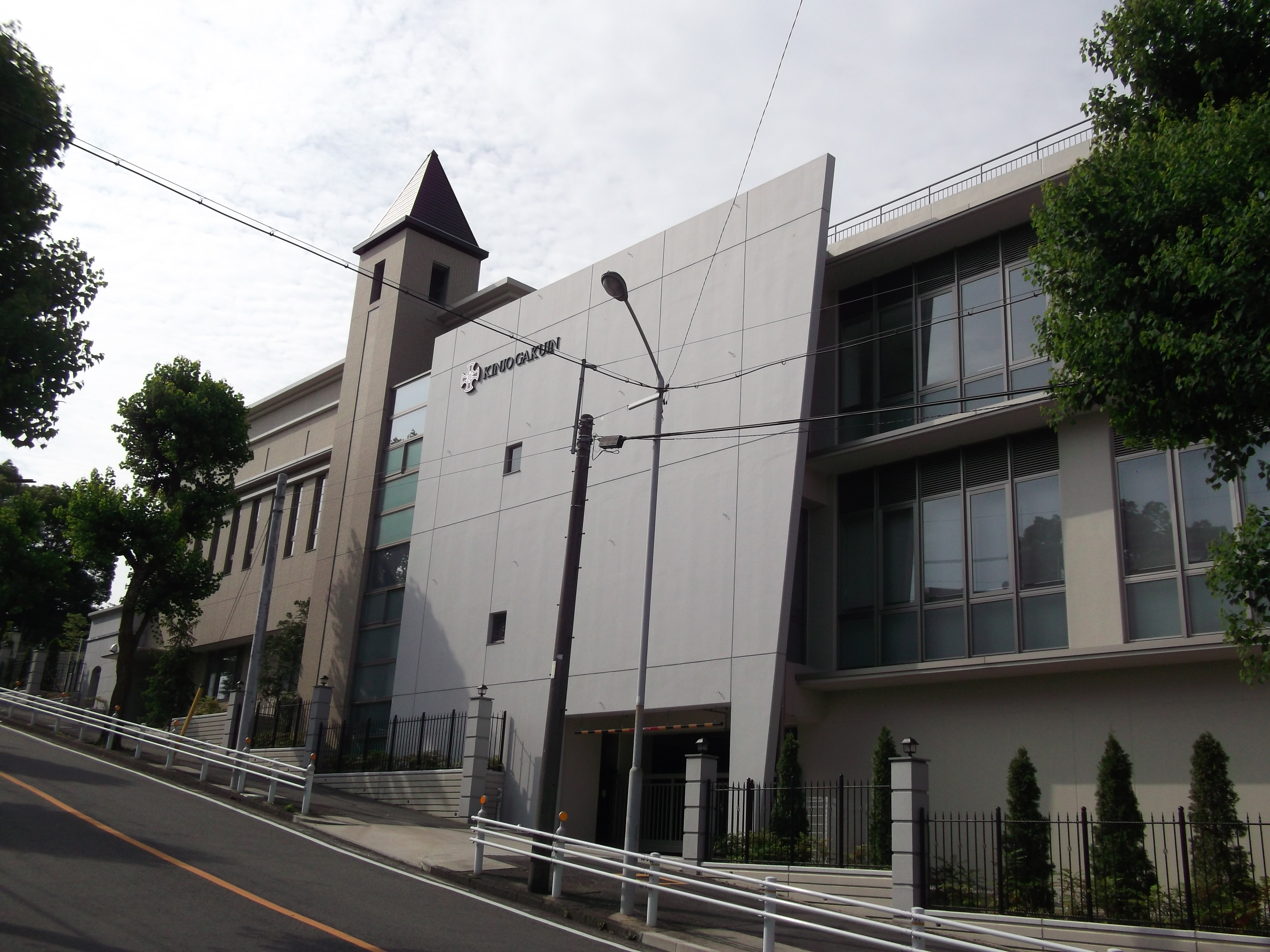
2013年6月

金城学院中学校・高等学校（きんじょうがくいんちゅうがっこう・こうとうがっこう、英語: Kinjo Gakuin Junior & Senior High School）は、愛知県名古屋市東区白壁に所在する私立女子中学校・高等学校である。

## 概要
中高一貫教育を行っており、高等学校からの一般での生徒募集をしない完全中高一貫校。

## 沿革
- 1889年 - アメリカの合衆国長老教会、南長老ミッション宣教師ミセス・ランドルフ（Anne E. Randolph）[2]がR・E・マカルピン博士の協力を得て、私立金城女学校を東区下竪杉町に開校。
- 1900年 - 東区白壁町の現高等学校校地に校舎を移転。
- 1921年 - 日本で初めてセーラー服を採用[3]。
- 1927年 - 財団法人金城女学校を設立すると共に、専門学校令による金城女子専門学校を開校。
- 1929年 - 金城女学校を金城女子専門学校付属高等女学部と改称。
- 1936年 - 榮光館講堂が落成。
- 1948年 - 学制改革に伴い、金城学院中学校を開校。
- 1949年 - 金城学院高等学校を設置。金城女子専門学校が新制大学に昇格し、金城学院大学が開学。
- 1951年 - 学校法人金城学院に組織変更。
- 1955年 - 東区長久寺町の名古屋学院の敷地と校舎を購入し、中学校を移転。
- 1993年 - 榮光館講堂が名古屋市都市景観重要建築物等に指定される[4]。
- 1998年 - 榮光館講堂が国の登録有形文化財（建造物）に登録される[5]。
- 2003年 - 高等学校の外部生募集を停止。完全中高一貫校化。

## 部活動
ハンドベルが日本で最初に持ち込まれた学校であり、ハンドベルクワイア、ハープアンサンブルなどの珍しい部活もある。
- グリークラブ（中学校） - 2011年（平成23年）第78回NHK全国学校音楽コンクール全国コンクールに東海北陸ブロック代表として出場。

## 所在地

### 高等学校
所在地
〒461-0011 愛知県名古屋市東区白壁4丁目64番地 北緯35度10分58.9秒 東経136度55分6.9秒 / 北緯35.183028度 東経136.918583度
交通アクセス
- 基幹バス：「白壁」バス停より徒歩で約1分（愛知県道215号田籾名古屋線（出来町通）沿い）。
- 名鉄瀬戸線：尼ヶ坂駅より徒歩で約10分。

### 中学校
所在地
〒461-0011 愛知県名古屋市東区白壁3丁目24番地67号 北緯35度11分7.3秒 東経136度55分4.3秒 / 北緯35.185361度 東経136.917861度
交通アクセス
- 基幹バス：「白壁」バス停より徒歩で約3分。
- 名鉄瀬戸線：尼ヶ坂駅より徒歩で約5分。

## 著名な出身者

### 政治家
- 伊藤孝恵 - 参議院議員
- 佐藤夕子 - 元衆議院議員、名古屋市議会議員

### スポーツ
- 小崎甲子 - 柔道家、日本最初の女子黒帯
- 山田満知子 - フィギュアスケートコーチ

### 芸能
- 和泉節子 - 狂言プロデューサー
- 磯村みどり - 女優
- いとうまい子 - 女優、研究者
- 大橋麻美子 - 元CBCアナウンサー、フリーアナウンサー
- 大矢真那 - 元SKE48、女優
- 越智久美子 - バレリーナ
- 国井美佐 - フリーアナウンサー　元北海道テレビアナウンサー
- 小山愛理 - フリーアナウンサー、タレント
- 今陽子 - 歌手 ※ 中学2年生で中退
- 三枝夕夏 - 元歌手、元作詞家
- 柴田阿弥 - 元SKE48、フリーアナウンサー、タレント
- 鈴木ちなみ - タレント
- 須田亜香里 - 元SKE48、タレント
- 戸松遥 - 声優
- 能世あんな - 元モデル
- 長谷川洋子 - フリーアナウンサー　元NHK名古屋放送局キャスター
- 滝みらい - 宝塚歌劇団
- KEIKO - ME:I
- 下垣真希 - ソプラノ歌手

### その他
- 井垣利英 - マナー講師
- 崔真淑 - エコノミスト
- 与偶 - 人形作家